# Біла Орава
Б'є́ла Ора́ва або Біла Орава (словац. Biela Orava) — річка в Словаччині. Довжина 37 км, середня витрата води 6,7 м³/сек. Бере початок в горах Оравська Магура, на висоті 1 080 м над рівнем моря. Закінчує свій водотік на висоті 601 м над рівнем моря злиттям із річкою Чорна Орава і утворенням Оравського водосховища, з якого починає свій витік річка Орава. 
Серед приток — 
- Адамка[1]
- Будінський потік
- Груштінка
- Задній Кривань[2]
- Ломниця[3]
- Мутнянка
- Неволайка[4]

Визначна пам'ятка — костел Возвишення свята Хреста